# Splendor & Misery
Splendor & Misery è il secondo album del gruppo musicale hip hop statunitense Clipping, pubblicato nel 2016. Ottiene 76/100 su Metacritic e arriva al secondo posto nella classifica statunitense "Heatseekers".
| Recensione | Giudizio |
| ---------- | -------- |
| AllMusic   |          |
| Exclaim!   |          |
| PopMatters |          |
| Pitchfork  |          |

## Tracce
Face A
Testi e musiche di clipping.
1. Long Way Away (Intro) – 1:05
2. The Breach – 0:56
3. All Black – 6:15
4. Interlude 01 (Freestyle) – 1:35
5. Wake Up – 2:05
6. Long Way Away – 1:30
7. Interlude 02 (Numbers) – 1:04
8. True Believer – 3:44

Face B
1. Long Way Away (Instrumental) – 0:51
2. Air 'Em Out – 3:50
3. Interlude 03 (Freestyle) – 1:09
4. Break the Glass – 2:21
5. Story 5 – 3:04
6. Baby Don't Sleep – 3:07
7. A Better Place – 4:26

## Classifiche settimanali
| Classifica (2016)         | Posizione massima |
| ------------------------- | ----------------- |
| US Heatseekers Albums     | 2                 |
| US Independent Albums     | 30                |
| US Top R&B/Hip-Hop Albums | 16                |